# Henry Gómez
Henry Alexander Gómez Fernández es un abogado y activista de derechos humanos venezolano. En 2024, pocas semanas después de las elecciones presidenciales del país el mismo año, fue arrestado mientras mediaba con las autoridades para que no detuvieran a una mujer diagnosticada con esquizofrenia que se encontraba con un grupo que había rezaba el rosario. Organizaciones como Amnistía Internacional y Foro Penal han pedido su liberación inmediata e incondicional.

## Detención
Henry Gómez ha trabajado por años con derechos de pueblos indígenas en varias organizaciones en el estado Amazonas y se ha desempeñado como vicepresidente de la comisión de derechos humanos del Colegio de Abogados del estado. Fue detenido el 17 de agosto de 2024 en Amazonas, pocas semanas después de las elecciones presidenciales de Venezuela, cuando mediaba con las autoridades para que no detuvieran a una mujer diagnosticada con esquizofrenia que se encontraba con un grupo que había rezado el rosario y cantado el himno nacional.
Fue detenido con las mujeres que se encontraban allí, trasladados al comando 63 de la Guardia Nacional Bolivariana (GNB) en Puerto Ayacucho, y no se le ha permitido el nombramiento de abogados de confianza. Para el 18 de agosto, el día siguiente, la organización de derechos humanos Foro Penal había registrado a 1 503 detenciones después de las elecciones en el país, incluyendo a 14 indígenas y 18 de las cuales tuvieron lugar en el estado Amazonas.
Fue presentado en su audiencia con un defensor público e imputado con el cargo de "terrorismo". El 4 de septiembre fue trasladado y recluido en el Centro Penitenciario de Aragua, también conocido como Tocorón. Amnistía Internacional y Foro Penal han denunciado su detención y pedido su liberación inmediata e incondicional.

## Vida personal
Henry Gómez pertenece a la etnia indígena baré.